# Anneslea fragrans
Anneslea fragrans är en tvåhjärtbladig växtart som beskrevs av Nathaniel Wallich. Anneslea fragrans ingår i släktet Anneslea och familjen Pentaphylacaceae.

## Underarter
Arten delas in i följande underarter:
- A. f. ex
- A. f. alpina
- A. f. hainanensis
- A. f. lanceolata
- A. f. rubriflora
- A. f. ternstroemioides